# 阿拉斯泰尔·希思科特
阿拉斯泰尔·希思科特（英語：Alastair Heathcote，1977年8月18日—），英国男子赛艇运动员。他曾代表英国参加2008年夏季奥林匹克运动会赛艇比赛，获得男子八人单桨有舵手银牌。